# Белият дом
Вижте пояснителната страница за други значения на Белият дом.
Белият дом (на английски: The White House) е официалната резиденция на президента на САЩ и президентското семейство, седалище на изпълнителната власт на Съединените щати. В Белия дом се провеждат заседанията на правителството на САЩ, той е работно място за щаба на президента. Сегашното название на сградата е дадено през 1901 г. от президента Теодор Рузвелт, а преди това сградата е наричана Президентски дворец, Президентска къща или Седалище на изпълнителната власт. По време на съществуването си Белият дом претърпява два пожара — по време на Британско-американската война (1814 г.) и през 1929 г., когато пожар обхваща западното крило. Вътрешното разпределение на Белия дом е преустроено по времето на президента Хари Труман и непроменени остават само външните му стени. В сградата има условия за развлечение, като тенис корт, басейн, киносалон, спортни уреди и др. Тя е една от най-популярните туристически забележителности в САЩ. Сградата е също така единствената резиденция на президент в света, която е отворена за публични посещения. За охраната му се грижат Тайните служби на Съединените щати.

## Име
Първоначално сградата е наричана Президентски дворец, Президентска резиденция или Президентска къща. Най-ранните предположения за причината обществеността да я нарича „Белият дом“, e митът, според който по време на възстановяването на сградата след опожаряването на Вашингтон след Британско-американската война, върху сградата е била нанесена бяла боя, за да се прикрият щетите от изгарянето. Името Изпълнителна резиденция се използва в официален контекст, докато президентът Теодор Рузвелт не установява „Белият дом“ като официално име през 1901 г. чрез Изпълнителна заповед. 
Въпреки че сградата е завършена няколко години след президентството на Джордж Вашингтон, съществуват спекулации, че името на резиденцията на президента на Съединените щати може да произлиза от дома на Марта Вашингтон, „Плантацията Белия дом“, във Вирджиния, където първият президент е ухажвал първата дама в средата на 18 век. На български името идва през руски, където буквалния превод на името е Белы дом (т.е. Бялата къща).

## Конструкция
Първоначалният план на града Вашингтон предлага сграда на Конгреса, която гледа към Националния мол - дълга ивица, която свързва Капитолия с Мемориала на Вашингтон и Мемориала на Линкълн. Сградата на Белия дом, Мемориала на Вашингтон и Капитолия образуват прав ъгъл, като между Белия дом и Капитолия се намират на една права - Пенсилвания Авеню. Задължение на президента е да измине този път веднъж годишно за да представи свето годишно обръщение пред камарите на законодателната власт.
Сградата е изградена от бял пясъчник. За поддръжката му са необходими 570 галона (или 2 157 литра) бяла боя. Вътрешността на сградата е реконструирана при управлението на Хари Труман, като старата дървена конструкция е заменена със стомана и бетон. Шестетажната сграда с площ 55 000 квадратни фута (5 100 м2) има 132 стаи и 35 бани, 412 врати, 147 прозореца, 8 стълбищни клетки и 3 асансьора.
Белият дом е разделен на три основни звена: Резиденцията, централна и най-стара част от комплекса, в която се намира жилището на президента и президентското семейство, официални приемни зали, държавна трапезария; Западното крило, в което се помещават офисите на изпълнителната власт, офиса на президента, вицепрезидента, заседателни зали на правителството; Източно крило, офиса на първата дама, административни офиси и техническа поддръжка. Към сградата съществуват и две пристроени конструкции на изток и запад: "Сграда на Изпълнителната власт  "Дуайт Д. Айзенхауър"", където се помещават офисите на някои агенции към президента и неговия кабинет, както и "Департамент на Хазната на Съединените щати". 

### Резиденция
Резиденцията на Белия дом е най-старата част на комплекса, жилище на президента в хода на службата му. Резиденцията се намира в средата на комплекса. Две колонади от двете страни на Резиденцията (първоначално предложени от Томас Джеферсън) свързват Резиденцията с Източното крило и Западното крило. Тя е спорно най-разпознаваемата част от комплекса. Сградата на Резиденцията е разделена първоначално на три етажа, като приземния етаж служи за официален прием на международни дипломати и гости. Там се съхранява порцелановите сервизи от предишни президенти, президентската библиотека, Стаята с картите (бивш военен щаб на президента до Франклин Рузвелт).
Първият етаж служи за дипломатически посещения; там се намира Държавната трапезария, Зелената стая, Синята стая и Червената стая (три салона за приеми) и Източната стая (най-голямото помещение в Резиденцията), което служи за цереонии, концерти, пресконференции и банкети. На 13 февруари 1915 г. Раждането на една нация от Д.У.Грифит става първия филм показан в Белия дом. Прожектиран в Източната зала за президента Удроу Уилсън, неговото семейстов и членове на Кабинета. Предната година е показан италианският филм Кабития, но на моравата извън сградата.
Вторият етаж е същинската резиденция на президента и първото семейство; там се намира Овалната жълта стая, някогашен кабинет на президента, както и поредица спални помещения: Спалнята на президента, Спалнята на Линкълн, Спалнята на Кралицата и др. Към тези етажи е добавен четвърти при управлението на Калвин Кулидж, който служи за таван; там днес се намира солариум, игрална зала, перално помещение. При Хари Труман са прокопани и два подземни етажа, които да служат като склад, вентилационни системи, за техническа поддръжка и медицинска грижа. 

### Западно крило
Западното крило на Белия дом е триетажна пристройка (приземен, първи и втори етаж) към Резиденцията, работното място на президента на Съединените щати. В него се намира Овалния кабинет, заседателната зала на правителството, Ситуационната зала и Стаята на Рузвелт. В него се помещават също офисът на вице-президента, офисите на съветниците на президента, офиса на прессекретаря на Белия дом. Сградата е свързана с Резиденцията чрез колонада, където се намира залата за пресбрифинги "Джеимс С. Брейди" и стаята на прескорпа.
Сградата е построена по време на обширните ремонтни дейноти извършени от Теодор Рузвелт в 1902 г. Когато Рузвелт пристига със съпругата си и шестте си деца, както и с голям брой домашни животни, става ясно, че Резиденцията не може да обслужи нуждите на първото семейство и на изпълнителната власт. Тогава е нает архитектът Чарлз МакКим от фирмата "МакКим, Мийд и Уайт" от Ню Йорк, който ремонтира сградата и построява новото крило.
През 1909 г. Уилям Тафт първи сяда в Овалния кабинет, направен по подобие на Жълтата овална стая в Резиденцията. Точния дизайн на Овалния кабинет се определя от вкуса и желанията на президента. В деня на встъпване във власт, служителите в Белия дом променят Овалния кабинет (килими, мебели, картини, скулптури, пердета, символи и др.) в съответствие с предпочитанията на новия президент. Тази промяна трябва да бъде извършена в часовете на изпълнение церемонията по встъпване.
Стаята на прескорпа и залата "Джеймс С Брейди", които се намират в западния коридор, са предназначени за кореспондентите на Белия дом, журналистическа общност от репортери към вестници, радиостанции, телевизионни канали и онлайн платформи, който получават медиен достъп до Белия дом. От 1979 г. към частните медии е добавена и Кабелна-сателитна телевизия държавни дела (C-SPAN), която следи държавните институции, в това число и Белия дом, 24/7. С цел подобряване на прозрачността, през 2007 г. е завършено инсталирането на фиброоптични кабели и LCD екрани.

### Източно крило и площи
Източното крило е двуетажна постройка построено през 1942 г. по молба на първата дама Елинор Рузвелт. Сградата е свързана с Резиденцията чрез източната колонада. Предназначение на Източното крило е да помещава офиса на Първата дама и нейния персонал, офиса на социални секретар на Белия дом, както и Офиса за графика и калиграфия към Белия дом. Източното крило се намира входа за посетители, както и семейния киносалон. Розалин Картър през 1977 г. първа поставя личния си офис в Източното крило и формално го нарича Офис на Първата дама. Източното крило е построено върху подземен бункер, Център за извънредни операции на Президента (т.нар. PEOC), обезопасено убежище за президента.
Непосредствено до двете крила се намират и двете градини - Розовата градина до Западното крило и Градината "Джаклин Кенеди" до Източното крило. Розовата градина е установена от първата дама Елън Уилсън през 1913 г. на мястото на оранжерията, която по-рано се е намирала приблизително на същото място. Розовата гадина се използва за приеми и медийни събития поради близостта и със Запаното крило на Белия дом. Градината "Джаклин Кенеди" е отражение на Розовата градина между Резиденцията и Източното крило. 
На юг от Резиденцита се намира Южната ливада. Тя е използвана като писта и площадка за кацане летателни апарати, които превозват президента, членове на кабинета или на Първото семейство (т.нар. Air Force One). 
- Държавна трапезария при посещението на принц Чарлз и принцеса Даяна, 1985 г.
- Принц Вилем-Александър и принцеса Максима с Барак и Мишел Обама, Жълтата овална стая, 2009 г.
- Мелания Тръмп и Великденското зайче, Синята стая, април 2025 г.
- Роналд и Нанси Рейгън посрещат Майкъл Джаксън в Дипломатичната зала, 1984 г.
- Джаки Кенеди след погребението на съпруга си, Червената стая, 1963 г.
- Джими и Розалин Картър, Зелената стая, 1978 г.
- Барак Обама връчва Медал на честта, Източната стая, 2010 г.
- Розовата градина с изглед към Овалния кабинет

## История

### Изграждане и първи години
През декември 1790 г. президентът Джордж Вашингтон подписва решение на Конгреса, с който определя издигането на нов град за столица. Лично Вашингтон, заедно с градския архитект Пиер Шарл Л'Анфан, избира мястото, върху което да бъде построен Президентският дворец. Обявен е конкурс за проект чрез обява във вестницвите с награда от $500, като е спечелен от ирландския архитект Джеймс Хобън. Конгресът отдтъпва сума от $400 000 за построяването на сградата, като половината от тази сума е грант от щатите Мериленд и Вирджиния, по чиято граница се строи новия град. Дизайнът на Хобън е английско имение в Джорджиански стил. Предложените вдъхновения за дизайна на сградата включват Общинския съд в Чарлстън (също по дизайн на Хобън), Лейнстър Хаус в Дълбин и имението дьо Растиняк близо до Бордо. Първият камък е положен на 13 октомври 1792 г., а сградата официално е отворена за използване през 1800 г.
Първият, който я използва като своя резиденция, е президентът Джон Адамс в последните месеци от мандата си. Когато Адамс пристига сам в есента на 1800 г., части от сградата още не са завършени. Строителите са запалили всички камини, така че да изсушат гипровите орнаменти, мазилката и боите. В писмо до съпугата си Абигейл Адамс, президентът отправя молитва за новата сграда (днес изписана над камината на Държавната трапезария): Моля Небето да благослови този Дом и всички, които ще го обитават нататък. Нека само честни и мъдри хора управляват под този покрив.
Томас Джеферсън първи налага някакви архитектурни промени на сградата. Освен ремонтите на покрива, Джеферсън поръчва с помощта на нов архитект Бенджамин Хенри Латроуб построяване на портик към северната фасада на Белия дом и тераси с колопнади на изток и запад.

### Война и пожар (1812-1817)
В началото на 19 век, Великобританският флот пленява американски моряци от търговски кораби, като ги обявява за британски дезертьори от войната с Франция. Около САЩ е издигната британска блокада. По тези причини война на Великобритания е обявена през юни 1812 г. По-голямата част от военните действия се водят от флота на двете сили в Големите езера по границата на САЩ и Канада. През лятото на 1814 г., когато британския ген. майор Робърт Рос въвежда войска през границата и до р.Потомак на ден от столицата.
Президентът Джеймс Мадисън лично замимнава за бойното поле при Блейдънсбърг, Мериленд с 4 500 души. Неговата съпруга, първата дама Доли Мадисън, която в хода на войната продължава традицията на първите президенти да организира салон всяка сряда вечер, остава в Белия дом, като следи действията през телескоп от покрива на сградата. С цел опазване от паника Доли Мадисън заповядва сервиране в държавната трапезария. Когато президентът изпраща писмо, с което заповядва евакуацията на Вашингтон, Доли Мадисън остава за да изнесе два предмета с историческо значение - копие от Деклатацията на независимост и портрета на първия президент Джордж Вашингтон от Гилбърт Стюарт (днес изложен в Источната стая). Тъй като портретът е завинтен за стената, Мадисън заповядва на иконома и някои слуги да бъде счупена рамката, а платнoтo извадено. Мадисън поверява портрета на свои приятели от Ню Йорк, където остава до края на войната.
Същият ден, 24 август 1814 г., британските войски завземат Вашингтон. Като отмъщение за американските набези над Йорк (днес Торонто), британците опожаряват Белия дом, Капитолия и други обществени сгради в града. Ден по-късно летен порой угаспва пожарите. От сградата на Белия дом остава само фасадата, като дървената конструкция е напълно унищожена. Мир е подписан в Гент по Бъдни вечер същата година. Президентът и семейството му са настанени в Осмоъгълната къща във Вашеингтон, а реконструкцията на сградите започва почти незабавно след мира. За архитект е назначен отново Джеймс Хобън, а Конгреса отделя сума от $500 000, от които $50 000 са заделени за обзавеждането. Строежът е приключен през 1817 г. 

### Джаксън и "Домът на народа"
На 4 март 1829 г. новият президент Андрю Джаксън герой от Британско-американската война от 1812 полага клетва на стъпбите на Капитолия. Джаксън води популистка кампания срещу предходния президент Джон Куинси Адамс и негови подръници са стигнали към столицата за да го подкрепят. Tой кани свидетелите на своето заклеване обратно на прием в Белия дом. За първи път хора от простолюдието са допуснати свободно в сградата на имението на президента. Някои посочват че в този ден Белия дом приема около 20 000 души, навалицата която се е събрала за да стисне ръка на новия президент прави стаите задушни и неудобни. Гостите: фермери, работници, хора от западните територии цапат скъпите килими и дамаски, изпускат порцеланови прибори, качват се по маси и столове за да видят президента по-добрe. За да бъде прекратено безредието, на двора се отварят маси с напитки, а президентът Джаксън се измъква през страничен вход (според някои - през заден прозорец) незабелязан и изкарва първата вечер като президен в хотел "Гадсби".
По време на управлението му е завършен южния портик на Резиденцията. В 1833 г. Джаксън преобразува постройките оставени там от предишните президенти (складове и конюшни) и построява първата баня в Белия дом. За целта в сградата са прекарани тръби и към нея започва да се подава изворна вода.

### Пожар в Западното крило
Най-тежкият пожар, който сградата претърпява след Британско-американската война се случва в Западното крило по Бъдни вечер 1929 г. Служители подушват пушек в едно от таванските помещения. Откриват че складирани памфлети и брошури горят. След като не успяват сами да погасят пожара, съобщават на президента Хърбърт Хувър. Президентът и  първата дама посрещат гости, децата на служители в Белия дом на Коледно тържество. Гостите не са осведомени за пожара, а Хувър напуска празненството и сам се вмъква в горящата сграда, за да извади държавни документи заедно с чекмеджетата.
За погасяванерто на пожара са извикани над 130 пожарникари. Поради липсата на кранове в близост, точат вода от пет пресечки, която опръскана замръзва около Западното крило. Пожарът е погасен няколко часа по-късно. Като причина за пожара посочват запушена или повредена вентилация. Щетите от оганя и от погасяването унищожават голяма част от Западното крило и залата за прес брифинги. Президентът отново се завръща във въстановеното Западно крило през април следващата година.

### Реставрация при Труман (1948-1952)
В годините след пожара от 1814 г., всякаки ремонти са вършени козметично. За няколко месеца през 1902 г. Теодор Рузвелт извършва ремонт на цялата сграда, прекарва кабели и изгражда Западното крило на мястото на стария парник. 1927 г. Калвин Кулидж получава $375 000 за да ремонтира тавана и покрива на Резиденцията. През 1930 г. Западното крило е възстановено след пожар. Когато Хари Труман пристига, канализационни тръби и кабели са прокарвани през стените, врати са рязани и затваряни по преценка на жителите. Семейството Труман се нанася в Белия дом, чиито интериор е пред срутване, с тавани и подове на път да пропаднат, като пианото в една от дневните пропада през пода и провисва от тавана на Държавната трапезария.
Още преди радикалната реставрация на сградата, Труман предизвиква недоволството на членове на Конгреса, когато посква $1 650 000 за разширение на Западното крило (което Конгреса отказва) и похарчва $10 000 за построяване на балкон на юнжия портик (т.нар. Балкон на Труман), докато в архитектурния план посочва само ремонт на колоните. През февруари 1948 г. преизбраният Хари Труман кани архитекта на Белия дом Лоренцо Уинслоу и отговорник за обществените сгради У. Енгелбърт Рейнолдс да направят щателна оценка на сградата. Открити са множество инжинерни недостатъци, заплахи от пожар и пропадане; стени не издържат тежестта на покрив, стъпбища са потънали в земята, основите на сградата са само два метра в мека глината почва. Сградата е обявена за опасна и евакуирана.. 
Сем.Труман се изнася от Белия дом и се пренася в Блеър Хаус, президентската къща за гости от другата страна на Пенсилвания Авеню, където остават до края на ремона. По молба на президента се създава комисия (Комисия за реновиране на Изпълнителното имение), съставена от двама сенатори, двама конгресмени и двама строителни експерти, които да предприемат необходимите мерки по обезопасяване на сградата.  Комисията решва да запази фасадата поради нейното историческо и сантиментално значение. След отстраняване на орнаментални гипсови отливки, мраморни камини и дърворезби, вътрешността на сградата е изцяло отстранена, дървения гредоред е заменен със стоманена конструкция вкппана 8 м. в земята, а подовете избити от бетонни плочи; изкопани са два етажа мазе. Цената за реставрацията, т.е. въстановяването на Белия дом до предишния му вид, скача до $5 400 000.
- Изглед към Жълтата стая
- Вътрешността на Белия дом
- Вътрешността на Белия дом
- Синята стая
- обезопасена фасада на сградата
- обезопасена фасада на сградата
- Държавната трапезария
- Паметна плоча обозначаваща участниците в реставрацията, Приземен етаж

### Реставрация при Кенеди
След реставрацията на сградата от Труман, в началото на 50те години, първата дама Джаклин Кенеди предприема реставрация на интериора на Белия дом. В 1961 г. Кенеди основава две институции: Комитет за изящните изкуства в Белия дом и Историческо дружество на Белия дом. Задача на тези две институции е да изнамери и възстанови собственост на Белия дом: мебели, килими, картини, книги, георгафски карти, документи от 18 и 19 век и да ги опази като част от националното историческо наследство на американската република. Заедно с това Джаки Кенеди предлага ремонт на отворените за обществото стаи, чрез който да се доближи Белия дом до историята му, вместо да отразява актуалните стилове и моди. 
Към колекцията на Белия дом се добавят предмети собственост на предишни президенти, както и оригинални портрети на президенти и първи дами. За целите Кенеди претърсва складовете на Белия дом във Форт Вашингтон, обръща се към частни колекционери и национални галерии. Като уредник на растящата колекция е поканена Лорейн Пиърс от института Смитсониън. Кенеди закупува и осемнадесетметров панорамен тапет отпечатан във Франция през 1834 г., който изобазява "Сцени от Северна Америка" (Уест Пойнт, Ниагара, пристанищата в Ню Йорк и Бостън). Кенеди плаща $12 600 на собственика в Търмонт, Мериленд и го поставя в Дипломатическата приемна зала на приземния етаж.
За да финансира проекта, Кенеди поръчва създаването на цветен пътеводител през Белия дом, от който се продават 8 000 000 копия. Ефектът е усетен незабавно. Преобразяването води само за първата година от престоя на сем.Кенеди над 1 334 000 посетители в Белия дом.
Новореставрираната срада на Белия дом е представена в национамел ефир на 14 февруари 1962 г. Джаклин Кенеди кани репортери от CBS, които да посетят и заснемат Белия дом след неговите реставрации. Лично първата дама развежда телевизионния екип из сградата и предоставя глас зад кадър за моменти от историята на Белия дом.

## Традиции
Белият дом с годините е натрупал обичаи и традиции. Поради историческото значение на сградата и тежестта на поста на президента тези традиции често са придобили и силно символично и политическо значение.
Макар да не се провежда в Белия дом, Вечерята на асоциацията на кореспондентите в Белия дом е ежегодно събиране организирано от репортерите, които следят президентската институция. Вечерята има забавен характер, като говорителите често осмиват партийните предрасъдъци и предубеждения на журналисти и медии и дават възможмост на президента на отвърне на удара често във формата на комедийни скчеове. Всеки президенто от Калвин Кулидж през 1924 г. (с изключение на Доиналд Тръмп) е присъствал лично на вечерята. Сумите събрани от вечерята се използват за форум за защита на правото на свобода на словото, както и за стипендии за млади журналисти.
Великденски състезания с яйца се провеждат на южната морава на Белия дом от 1878 г., когато Ръдърфорд Хейс отваря двора за деца. По традиция се провежда на Велики понеделник и забавленията винаги се случват с участието на президента, първата дама и Великденския заек. През годините великденските състезания са включвали различни игри и забавления, включително танци и надбягвания с боядисани яйца. Като наград победителите получават изписани дървени яйца с уникален дизайн.
Помилване на пуйката е мероптиатие, което се провежда седмицата преди Деня на благодарността (четвъртия четвъртък на ноември). Започната от Ейбрахам Линкълн, но придобила популярност при Хари Труман, първоначално помилването дава възможност на селскостопански предприатия в Роуд Айланд да се сдобият с безплатна реклана, като подарят от животните си на Белия дом. Помилването на пуйката не е задължително събитие - някои президенти избират да дарят подареното живото на домове за деца. От Роналд Рейгън насам помилваните пуйки са подарявани на зоологическа градина Еванс Фарм Ин в Маклийн, Вирджиния. 
Официалното посрещане на Коледа в Белия дом започва с Бенджамин Харисън през 1889 г. Коледното украсяване на Белия дом се върши по инициатива на офиса на първата дама. Всяка година темата на украсата се определя от първата дама (Лешникотрошачката - 1961; У дома за празниците - 2001; Коледа в червено, бяло и синьо - 2008 и пр.). От управлението на Кенеди част от украсата е коледното дърво в Синята стая. Всяка година по коледните празници Белия дом е отворен специално за деца.

### Колекции
След създаването на Историческото дружество на Белия дом в началото на 60-те години, Белият дом е музей и галерия посветени на историята на президентството и Съединените щати. От 1965 г. насам Истроичекото дружество закупува и дарява на Белия дом портрети на бивши президенти и първи дами, които да допълнят колекцията. Съвремените президенти и първите дами поръчват направата на две двойки официални портрети, като сами избират художника. Една двойка портрети се даряват на Националната портретна галерия във Вашингтон. Другата двойка става част от колекцията на Белия дом. Тези официални портрети от 1978 г. насам са публично открити в официална церемония в Белия дом. По традиция портретът на предходния президент е окачен в Дипломатичната приемна зала на приземния етаж на Резиденцията.
Заедно с президентските портрети Белия дом притежава колекция от картини от американски художници: американски пейзажи, фигурални композиции изобразяващи важни моменти от истроията на страната, местна флора и фауна. Някои от тези картини имат историческо значение заради предишните си собственици. Освен картини, Белия дом притежава и исторически мебели, закупени и притежавани от бивши президенти. Това включва старинни часовници, килими, писалищни маси, бюра, кресла. Тези предмети са под грижата на Истроическото дружество, което ги реставрира и поддържа, така че да бъдат запазени в употреба. Ако първото семейство избере да не използва някой артикул от колекцията, той се отдава на грижата на института Смитсониън във Вашингтон.
Често първото семейство създава и уникален дизайн за своите порцеланови прибори за държавни мероприатия. Комплектите в последствие остават част от колекцията на Белия дом. Традиция на Белия дом е да използва сервизи на определен президент при посещението на държавни глави и дипломати за да подчертаят дипломатическите отношения между страната-гостенка и САЩ. Колекциите се съхраняват в Порцелановата стая на приземния етаж на Резиденцията.

## Обществен образ
Белият дом е един от символите на Съединените щати. В езиково отношение Белият дом като понятие се използва и като метонимия за президентската институция и лицето на президента. Въпреки лични мнения за действащия президент, Белия дом като институция остава неутрален. Причина за това е изграждането и поддържането на обществения образ на Белия дом от първата половина на 19 век като Домът на народа. Освен за отбелязването на светски и религиозни празници, Белият дом използва своя образ за да повдигне внимание върху важни социални и политически въпроси. Самата сграда е изполвана като пространство за привличане на обществено внимание (борба със СПИН, борба с рак на гърдата, озаконяването на еднополовия брак в страната и др.).
Белият дом е и място за изявяване на обществено недоволство. Протестирането на моравата пред Белия дом се устанявява като практика в Съединените щати от началото на 20 век. Граждани избират да използват Белия дом като символ на страната и народа като сцена за да организират протестни маршове, нощни бдения, издигане на надписи и други форми на спонтанен или организиран мирен протест.
Белият дом има своеобразно отношение с американската киноиндрустрия. Освен филмите, които биват показвани там, Белия дом се появява многократно в американски филми и сериали. Като се изключят историчрски филми, който използват подобие на Белия дом за място на действието (Линкълн, Джаки, Вице, Никсън и др.), Белия дом се появява и в множество политически, приключенски, научно-фантастични филми и екшъни ( Господин Смит отива във Вашингтон, Денят на независимостта, Код:Олимп, Белият дом: Под заплаха и др.) Белият дом е и място на действието в ред политически телевизионни драми, като Последният оцелял,  Къща от карти и Западното крило. 

## Галерия
- Белия дом на банкнота от 20 долара
- "Тихите стражи" протестират за права на жените, 1917 г.
- Протести срещу Войната във Виетнам, 1971 г.
- Протест след стрелбата в Паркланд, 2018 г.
- Червена панделка срещу СПИН на северната фасада
- Белия дом отбелязва равенство в брака, 2015 г.
- Лейнстър Хаус, Дъблин
- Шато дьо Растиняк, Бордо
- Общинска Съдебна зала, Чарлстън
- Белия дом през 1860 с оранжерия на мястото на Западното крило
- Семеен киносалон, Източно крило
- Алея за боулинг, Източно крило
- Хари Труман помилва пуйка, 1949 г.
- Дървено великденско яйце, 1998 г.
- Коледа в Белия дом, Синята стая 2017 г.
- Коледа в Белия дом, Овалния кабинет 1991 г.
- Принцеса Даяна танцува с Джон Траволта в Белия дом, 1985 г.
- Доналд и Мелания Тръмп отбелязват 4 юли на Балкона на Труман, 2018 г.
- Джими Картър в разговор край камината, Библиотеката на Белия дом, 1978 г.
- Ситуационната зала, Западно крило 2011 г.
- Медиен брифинг, залата "Джеймс С. Брейди", 2014 г.
- Джордж Уокър Буш каца на южната ливада, 2001 г.

## Цитирани източници
1. ↑  https://www.whitehouse.gov/about-the-white-house/the-white-house/
2. ↑  Jensen 1962, с. 185.
3. ↑  https://www.politico.com/story/2007/07/white-house-press-room-to-reopen-004819
4. ↑  https://whitehouse.gov1.info/tunnel/
5. ↑  Jensen 1962, с. 5.
6. ↑  Jensen 1962, с. 6 – 7.
7. ↑  Jensen 1962, с. 6.
8. ↑  Jensen 1962, с. 19 – 20.
9. ↑  Бел 2010, с. 143 – 144.
10. ↑  Бел 2010, с. 165.
11. ↑  Труман 2002, с. 34 – 35.
12. ↑  Jensen 1962, с. 27.
13. ↑  Бринкли 1999, с. 190.
14. ↑  Jensen 1962, с. 28.
15. ↑  Джонсън 2002, с. 284.
16. ↑  Jensen 1962, с. 33 – 34.
17. 1 2  Jensen 1962, с. 47.
18. 1 2  Джонсън 2002, с. 371.
19. ↑  https://www.kingstonbrass.com/blogs/blog/history-kitchen-bath-white-house?srsltid=AfmBOori3l62HwS9Szw1taDOHQyaITHV-fgBezgvAITOWFP89BW_bkVG
20. ↑  https://www.whitehousehistory.org/the-christmas-eve-west-wing-fire-of-1929
21. ↑  Труман 2002, с. 44.
22. ↑  Jensen 1962, с. 251.
23. ↑  Jensen 1962, с. 252 – 253.
24. ↑  Jensen 1962, с. 253.
25. 1 2  Jensen 1962, с. 288.
26. 1 2  Труман 2002, с. 46.
27. ↑  https://en.as.com/latest_news/why-didnt-donald-trump-ever-attend-the-white-house-correspondents-dinner-as-president-n-2/
28. ↑  https://whca.press/news/annual-dinner/
29. ↑  https://www.whitehouse.gov/white-house-easter-egg-roll/
30. ↑  https://www.whitehousehistory.org/pardoning-the-thanksgiving-turkey
31. ↑  https://www.whitehousehistory.org/christmas-at-the-white-house-overview